# 建義 (西秦)
建義（けんぎ）は、五胡十六国時代、西秦の君主乞伏国仁の治世で使用された元号。385年9月 - 388年6月。

## 西暦・干支との対照表
| 建義 | 元年  | 2年   | 3年   | 4年   |
| 西暦 | 385年 | 386年 | 387年 | 388年 |
| 干支 | 乙酉  | 丙戌  | 丁亥  | 戊子  |